# Championnat de futsal de la CONMEBOL 2000
Navigation
Taça América 1999 Copa América 2003
Le Championnat de futsal de la CONMEBOL 2000 est la septième édition de la compétition nommée maintenant Copa América. Le tournoi a lieu du 29 avril au 7 mai 2000 à Foz do Iguaçú, au Brésil.
Il est qualificatif pour la Coupe du monde qui se déroule du 18 novembre au 3 décembre 2000. Neuf des dix membres de la CONMEBOL prennent part à la compétition (seule la Colombie est absente). Champion du monde en titre et vainqueur du tournoi continental, le Brésil se qualifie. L'Argentine, finaliste, et l'Uruguay, qui obtient la 3e place contre la Bolivie, l'accompagnent.

## Préparation de l'évènement

### Contexte
Pour la septième fois en autant d'édition, le Brésil, vainqueur de chaque tournoi précédent, accueille la compétition.
Cette édition 2000 présente un record de participation des membres de la CONMEBOL : neuf sur dix.

### Ville et salle retenues
La compétition a lieu à Foz do Iguaçu (État du Paraná, Brésil), dans le Ginásio municipal Costa Cavalcanti d'une capacité de 4 500 spectateurs.

### Format
Les neuf équipes nationales sont réparties en trois groupes de trois équipes chacun. Les premiers et le meilleur deuxième sont qualifiés pour les demi-finales. À partir de ce tour, les matchs se jouent à élimination directe pour la désignation du champion sud-américain et les trois qualifiés pour la Coupe du monde 2000.

## Compétition

### Premier tour

#### Groupe A
| Rang | Équipe  | Pts | J | G | N | P | Bp | Bc | Diff |
| ---- | ------- | --- | - | - | - | - | -- | -- | ---- |
| 1    | Brésil  | 6   | 2 | 2 | 0 | 0 | 19 | 4  | +15  |
| 2    | Bolivie | 3   | 2 | 1 | 0 | 1 | 10 | 10 | 0    |
| 3    | Pérou   | 0   | 2 | 0 | 0 | 2 | 6  | 21 | -15  |

| 29 avril 2000 | Brésil | 13 – 2  | Pérou |  |
|               |        | (6 – 1) |       |  |

| 30 avril 2000 | Brésil | 6 – 2   | Bolivie |  |
|               |        | (2 – 1) |         |  |

| 2 mai 2000 | Pérou | 4 – 8   | Bolivie |  |
|            |       | (2 – 3) |         |  |

#### Groupe B
| Rang | Équipe    | Pts | J | G | N | P | Bp | Bc | Diff |
| ---- | --------- | --- | - | - | - | - | -- | -- | ---- |
| 1    | Argentine | 6   | 2 | 2 | 0 | 0 | 7  | 4  | +3   |
| 2    | Venezuela | 3   | 2 | 1 | 0 | 1 | 8  | 9  | -1   |
| 3    | Paraguay  | 0   | 2 | 0 | 0 | 2 | 9  | 11 | -2   |

| 30 avril 2000 | Argentine | 4 – 3   | Paraguay |  |
|               |           | (1 – 1) |          |  |

| 1er mai 2000 | Argentine | 3 – 1   | Venezuela |  |
|              |           | (2 – 0) |           |  |

| 2 mai 2000 | Venezuela | 7 – 6   | Paraguay |  |
|            |           | (3 – 3) |          |  |

#### Groupe C
| Rang | Équipe   | Pts | J | G | N | P | Bp | Bc | Diff |
| ---- | -------- | --- | - | - | - | - | -- | -- | ---- |
| 1    | Uruguay  | 6   | 2 | 2 | 0 | 0 | 17 | 5  | +12  |
| 2    | Chili    | 3   | 2 | 1 | 0 | 1 | 6  | 16 | -10  |
| 3    | Équateur | 0   | 2 | 0 | 0 | 2 | 8  | 10 | -2   |

| 29 avril 2000 | Uruguay | 12 – 1  | Chili |  |
|               |         | (7 – 1) |       |  |

| 1er mai 2000 | Chili | 5 – 4   | Équateur |  |
|              |       | (2 – 2) |          |  |

| 2 mai 2000 | Uruguay | 5 – 4   | Équateur |  |
|            |         | (3 – 1) |          |  |

### Phase finale

#### Tableau
|  | Demi-finales | Demi-finales |                        |   | Finale     | Finale     |
|  | Demi-finales | Demi-finales |                        |   | Finale     | Finale     |
|  |              |              |                        |   |            |            |
|  | 6 mai 2000   | 6 mai 2000   |                        |   | 7 mai 2000 | 7 mai 2000 |
|  | 6 mai 2000   | 6 mai 2000   |                        |   | 7 mai 2000 | 7 mai 2000 |
|  | Brésil       | 3            |                        |   | 7 mai 2000 | 7 mai 2000 |
|  | Brésil       | 3            |                        |   | 7 mai 2000 | 7 mai 2000 |
|  | Bolivie      | 1            |                        |   | 7 mai 2000 | 7 mai 2000 |
|  | Bolivie      | 1            | Brésil                 | 6 |            |            |
|  | 6 mai 2000   |              | Brésil                 | 6 |            |            |
|  |              | Argentine    | 0                      |   |            |            |
|  | Argentine    | Argentine    | 0                      | 2 |            |            |
|  | Argentine    |              |                        | 2 |            |            |
|  | Uruguay      | 1            |                        |   |            |            |
|  | Uruguay      | 1            | Match pour la 3e place |   |            |            |
|  |              |              |                        |   |            |            |
|  | 7 mai 2000   |              |                        |   |            |            |
|  |              |              |                        |   |            |            |
|  | Uruguay      | 4            |                        |   |            |            |
|  | Uruguay      | 4            |                        |   |            |            |
|  | Bolivie      | 2            |                        |   |            |            |
|  | Bolivie      | 2            |                        |   |            |            |

#### Demi-finales
| 6 mai 2000 | Argentine | 2 – 1   | Uruguay |  |
|            |           | (1 – 1) |         |  |

| 6 mai 2000 | Brésil | 3 – 1   | Bolivie |  |
|            |        | (2 – 0) |         |  |

#### Match pour la3eplace
| 7 mai 2000 | Uruguay | 4 – 2   | Bolivie |  |
|            |         | (1 – 1) |         |  |

#### Finale
| 7 mai 2000 | Brésil | 6 – 0   | Argentine |  |
|            |        | (2 – 0) |           |  |